# سه خانم
سه خانم (به هندی: Teen Devian) یا سه الهه (به انگلیسی: Teen Devian) فیلمی هندی محصول سال ۱۹۶۵ و به کارگردانی آمارجیت است. در این فیلم بازیگرانی همچون دو آناند، سیمی گریوال، ناندا، کالپانا موهان، آی.اس. جوهر و راشد خان ایفای نقش کرده‌اند.